# Ефективність збагачення
Ефективність збагачення (рос. эффективность обогащения, англ. mineral preparation efficiency, нім. Effektivität der Aufbereitung) — ступінь повноти вилучення корисної копалини в концентрат, міра досконалості процесу збагачення. Визначається як відношення фактичного значення показника збагачення мінералу до теоретично досяжного.

## Методи визначення
Застосовуються три групи методів оцінки ефективності збагачення: аналітичні, графоаналітичні та графічні.
Аналітичні базуються на розрахунках критеріїв ефективності за даними виходу продуктів збагачення та вмісту в них відповідного компонента. Наприклад:
{\displaystyle E={\frac {\gamma _{K}\beta _{K}}{\alpha }}\cdot {\frac {\gamma _{XB}\left({100-\beta _{K}}\right)}{100-\alpha }},}
де γк — вихід концентрату, βк, βхв — вміст корисної копалини в концентраті та відходах, α — вміст корисної копалини у вихідному продукті. Перший співмножник означає вилучення корисного компонента в концентрат, другий — вилучення породи у відходи збагачення.

Крива збагачення Тромпа

Графічні методи базуються на використанні кривих розділення Тромпа. За результатами фракційного аналізу продуктів збагачення будують криву вилучення фракцій, з якої визначають густину розділення ρр (густина фракції, вилучення якої дорівнює 50 %), середнє ймовірне відхилення Еpm = (ρ75 - ρ25)/2 та коефіцієнт похибки розділення J = Еpm / ρр - 1000, які використовують як критерії ефективності розділення, а також як показники для оцінки технологічної придатності збагачувальних апаратів. За кривими Тромпа, вимірюючи площу, обмежену координатами і певним відрізком кривої, можна графічно визначити вміст відповідних фракцій у тому чи іншому продукті розділення. Можливі також графічні побудови та оцінки за збагачуваності кривими (визначення трикутників помилок).
Графоаналітичні методи використовують графічні побудови для їх математичного опису з подальшим використанням одержаних виразів при аналітичних розрахунках як фактичних результатів збагачення, так і очікуваних (прогнозних) показників. Наприклад, на базі математичного опису кривих Тромпа побудовано ентропійний метод оцінки та прогнозування показників збагачення.

## Джерело
- Мала гірнича енциклопедія : у 3 т. / за ред. В. С. Білецького. — Д. : Донбас, 2004. — Т. 1 : А — К. — 640 с. — ISBN 966-7804-14-3.
- Смирнов В. О., Білецький В. С. Гравітаційні процеси збагачення корисних копалин. Навчальний посібник. — Донецьк: Східний видавничий дім, — 2005. — 300 с.
- Білецький В. С., Олійник Т. А., Смирнов В. О., Скляр Л. В. Основи техніки та технології збагачення корисних копалин: навчальний посібник. — К.: Ліра-К 2020. — 634 с.